# Nactus eboracensis
Espèce
Synonymes
- Hetoronota eboracensis Macleay, 1877

Nactus eboracensis est une espèce de geckos de la famille des Gekkonidae.

## Répartition
Cette espèce est  endémique du Nord du Queensland en Australie.

## Étymologie
Son nom d'espèce, composé de eborac et du suffixe latin -ensis, « qui vit dans, qui habite », lui a été donné en référence au lieu de sa découverte, l'île Eborac.

## Publication originale
- Macleay, 1877 : The lizards of the Chevert Expedition. Proceedings of the Linnean Society of New South Wales, vol. 2, p. 60-69 & 97-104 (texte intégral).